# Jesús López Portillo
Jesús López-Portillo y Serrano (Guadalajara, Nueva Galicia, 14 de agosto de 1818 - Guadalajara, Jalisco, 18 de septiembre de 1901) fue un abogado, político y catedrático mexicano.

## Semblanza biográfica
Fue hijo de Pío Quinto López-Portillo y Pacheco y María Serrano y Ramírez de Prado. Realizó sus estudios en el Seminario de Guadalajara, obtuvo el título de abogado en 1840. Inició su carrera política en 1841, fue síndico y regidor del cabildo de Guadalajara. En 1843 fue alcalde constitucional. En cuatro ocasiones fue diputado del Congreso local, en 1846, 1847, 1848-1849 y, más tarde, en 1860-1861.
En 1847 participó con Manuel López Cotilla y José Luis Pérez Verdía en el proyecto de instrucción pública. En 1849, fue elegido senador al Congreso de la Unión representando al estado de Jalisco, aunque asistió a las primeras sesiones, renunció a su puesto federal por razones del ejercicio de su profesión, no obstante, ese mismo año se reintegró al Congreso de la Unión en calidad de diputado federal llegando a ser presidente de la Cámara de Diputados. 
Del 1 de marzo al 26 de julio de 1852, fue gobernador de Jalisco, durante su período fomentó la instrucción pública y la creación de sociedades literarias. Debido al pronunciamiento del coronel José María Blancarte su gobierno fue derrocado. Jesús López-Portillo estableció la sede de su gobierno en Zapotlanejo, pero no pudo sostenerlo, fue desterrado por órdenes de Antonio López de Santa Anna.  Durante los años de este destierro viajó por Europa, una vez concluida la Revolución de Ayutla regresó a Guadalajara en 1856.  Ese año fue magistrado del Supremo Tribunal del Justicia del Estado de Jalisco, y más tarde diputado del Congreso local de Jalisco.
Por segunda ocasión fue gobernador de Jalisco, de manera interina, del 24 de noviembre al 5 de diciembre de 1862. Se entrevistó con Maximiliano de Habsburgo y colaboró para su gobierno imperial como prefecto político del Departamento de Jalisco del 8 de mayo al 4 de octubre de 1865 y por otro breve período en 1866. Cuando el régimen de Maximiliano llegó a su fin y se impuso a sangre y fuego el régimen republicano en México, Jesús López-Portillo fue aprehendido por haber colaborado con los franceses y el imperio de Maximiliano, se le condenó a 6 años de destierro, no obstante, a instancias del Ayuntamiento de Guadalajara, se le condonó la pena a cambio de confinarse en dicha ciudad.
Los últimos años de su vida los dedicó a la docencia, en 1870 fue profesor de la Escuela de Jurisprudencia de la Sociedad Católica, así como de la Escuela de Leyes de Guadalajara, la cual llegó a dirigir en 1881. Falleció en su ciudad natal el 18 de septiembre de 1901.

## Obras publicadas
- El enjuiciamiento conforme al Código de Procedimientos Civiles, en 1883.
- Nociones sobre la teoría del enjuiciamiento penal, en 1887.

## Familia y descendencia
En 1845 contrajo matrimonio con María Rojas y Flores de la Torre, quien llegó a ser dama de la corte de la emperatriz Carlota de México, hija a su vez de Vicente Rojas y Jiménez de Mendoza y de María de Jesús Borja Flores de la Torre y Flores de la Torre quien era descendiente del Coronel Juan Flores de San Pedro, Conquistador del Nayarit, Gobernador del Nuevo Reino de Toledo.
Fue padre de Margarita López-Portillo y Rojas y del escritor, político y académico José López Portillo y Rojas, abuelo del historiador José López Portillo y Weber, bisabuelo del presidente José López Portillo y Pacheco y quinto abuelo del genealogista Erik Andrés Reynoso Márquez